# Buzan
Buzan ist eine französische Gemeinde mit 40 Einwohnern (Stand: 1. Januar 2022) im Département Ariège in der Region Okzitanien. Sie gehört zum Kanton Couserans Ouest und zum Arrondissement Saint-Girons.
Nachbargemeinden sind Fougaron im Nordwesten, Urau im Norden, Balaguères im Nordosten, Villeneuve im Osten, Aucazein im Südosten, Illartein im Süden, Orgibet im Südwesten und Saint-Jean-du-Castillonnais im Westen.

## Bevölkerungsentwicklung
| Jahr      | 1962 | 1968 | 1975 | 1982 | 1990 | 1999 | 2008 | 2015 | 2016 |
| --------- | ---- | ---- | ---- | ---- | ---- | ---- | ---- | ---- | ---- |
| Einwohner | 95   | 64   | 53   | 51   | 50   | 43   | 24   | 28   | 29   |